# Пасечная (Старосинявский район)
Пасечная (укр. Пасічна) — село в Старосинявском районе Хмельницкой области Украины.
Население по переписи 2001 года составляло 1091 человек. Почтовый индекс — 31414. Телефонный код — 3850. Занимает площадь 3,013 км². Код КОАТУУ — 6824485501.

## Местный совет
31414, Хмельницкая обл., Старосинявский р-н, с. Пасечная